# فلاديمير كوبن
فلاديمير بيتر كوبن (بالألمانية: Wladimir Peter Köppen) هو عالم روسي المولد ألماني الأصل من علماء الجغرافيا المناخية. ترجع شهرته إلى محاولاته العديدة لتصنيف المناخ، بدأ معتمدًا على الحرارة فقط ثم اعتمد على الحرارة والمطر. وقد ظهر تصنيفه للمناخ لأول مرة مطبوعًا سنة 1918م، ثم أخذ يُحسّن هذا التصنيف حتى أخرجه بصورة متكاملة سنة 1936م. ويبدو أنه تأثر بأقوال بنك ومقترحاته عن المناخ. عمل فلاديمير في الأرصاد الجوية بألمانيا أكثر من أربعين عامًا.

## حياة
ولد فلاديمير كوبن في سانت بطرسبرغ، روسيا. وعاش هناك حتى بلغ العشرين من عمره، لكنه توفي في نهاية المطاف في غراتس، النمسا. أكمل تعليمه الثانوي في سيمفيروبول، شبه جزيرة القرم، وفي عام 1864 بدأ دراسة علم النبات في جامعة سانت بطرسبرغ. وقد أثار التنوع النباتي والجغرافي لشبه جزيرة القرم، فضلاً عن التحولات الجغرافية الواضحة بين العاصمة وموطنه، اهتماماً كبيراً بالعلاقة بين المناخ والعالم الطبيعي. في عام 1867 انتقل إلى جامعة هايدلبرغ. كما دافع عن أطروحته للدكتوراه حول تأثير درجة الحرارة على نمو النبات في جامعة لايبتزغ في عام 1870. خدم كوبن أيضًا في جيش الإسعاف البروسي في الحرب الفرنسية البروسية وعمل لاحقًا في المرصد الفيزيائي المركزي في سانت بطرسبرغ.

## روابط خارجية
- فلاديمير كوبن على موقع الموسوعة البريطانية (الإنجليزية)